# INS Vikramaditya
INS Vikramaditya (R33) – współczesny lotniskowiec marynarki wojennej Indii, przebudowany z radzieckiego krążownika lotniczego projektu 11434. Okręt zbudowany w Mikołajowie, wszedł do służby w 1987 roku we Flocie Północnej Marynarki Wojennej ZSRR pod nazwą Baku, następnie służył we flocie Rosji pod nazwą Admirał Fłota Sowietskogo Sojuza Gorszkow (ros. Адмирал флота Советского Союза Горшков, w skrócie Admirał Gorszkow). Przenosił wówczas śmigłowce i samoloty pionowego startu i lądowania. Od połowy lat 90. znajdował się w remoncie, po czym w 2004 roku został sprzedany Indiom, którym został przekazany w 2013 roku, po przebudowie na konwencjonalny lotniskowiec. Przenosi około 30 samolotów i śmigłowców; jego główne wyposażenie stanowią obecnie samoloty MiG-29K, startujące przy pomocy skoczni (system STOBAR). Pozostaje okrętem flagowym marynarki Indii.

## Geneza i budowa
„Baku”, przemianowany następnie na „Admirał Gorszkow”, był jedynym okrętem projektu 11434 (początkowo oznaczanego 1143.4), stanowiącego ostateczne rozwinięcie radzieckich okrętów projektu 1143 (typu Kijew) z lat 70. XX wieku. Podobnie jak one, klasyfikowany był oryginalnie w ZSRR i Rosji jako „ciężki krążownik lotniczy” (TAKR – tjażołyj awianiesuszczij kriejsier). Cała rodzina czterech jednostek typu Kijew i typów pochodnych były to unikalne w świecie okręty, łączące cechy lekkich lotniskowców dla samolotów pionowego i krótkiego startu i lądowania (V/STOL) z silnym uzbrojeniem krążowników rakietowych. Początkowo planowano budowę tylko dwóch okrętów „Kijew” i „Mińsk”, jednak następnie zdecydowano zbudować dalsze dwie jednostki według ulepszonego projektu. Trzeci okręt „Noworossijsk”, projektu 1143.3, pomimo ulepszeń, nie odróżniał się zasadniczo od poprzedników. Na czwartym okręcie jednakże wprowadzono znaczne zmiany, zwłaszcza zestawu uzbrojenia i wyposażenia radioelektronicznego, a w konsekwencji i wyglądu. Nowy okręt miał być również dostosowany do przenoszenia nowo opracowywanych ponaddźwiękowych myśliwców Jak-41 (Jak-141), których rozwoju jednak nie zakończono.
Stępkę pod budowę okrętu położono 26 grudnia 1978 roku w stoczni Czarnomorskiej (nr 444) w Mikołajowie (numer stoczniowy S-104), tuż po wodowaniu „Noworossijska”. Już 17 lutego 1978 został on wciągnięty na listę floty, pod nazwą „Baku” (od stolicy radzieckiej republiki Azerbejdżanu), noszoną wcześniej przez niszczyciel z okresu II wojny światowej. Budowa odbywała się na największej pochylni „0”, metodą blokową, z sekcji o masie do 150 ton. Po wyposażeniu stoczni w nowe dźwigi fińskiej firmy Kone, zamontowano nadbudówkę, o masie 1000 ton, w całości. Kadłub wodowano 31 marca 1982 roku (miał wówczas masę ok. 19 000 t). Wyposażanie trwało dość długo na skutek zmian wprowadzanych w konstrukcji i problemów z dostawami nowych systemów i dopiero od stycznia 1987 roku okręt przechodził oficjalne próby morskie, a od 21 kwietnia 1987 odbiorcze próby państwowe. 11 grudnia 1987 okręt przyjęto do służby w Marynarce ZSRR.

## Opis oryginalnego projektu

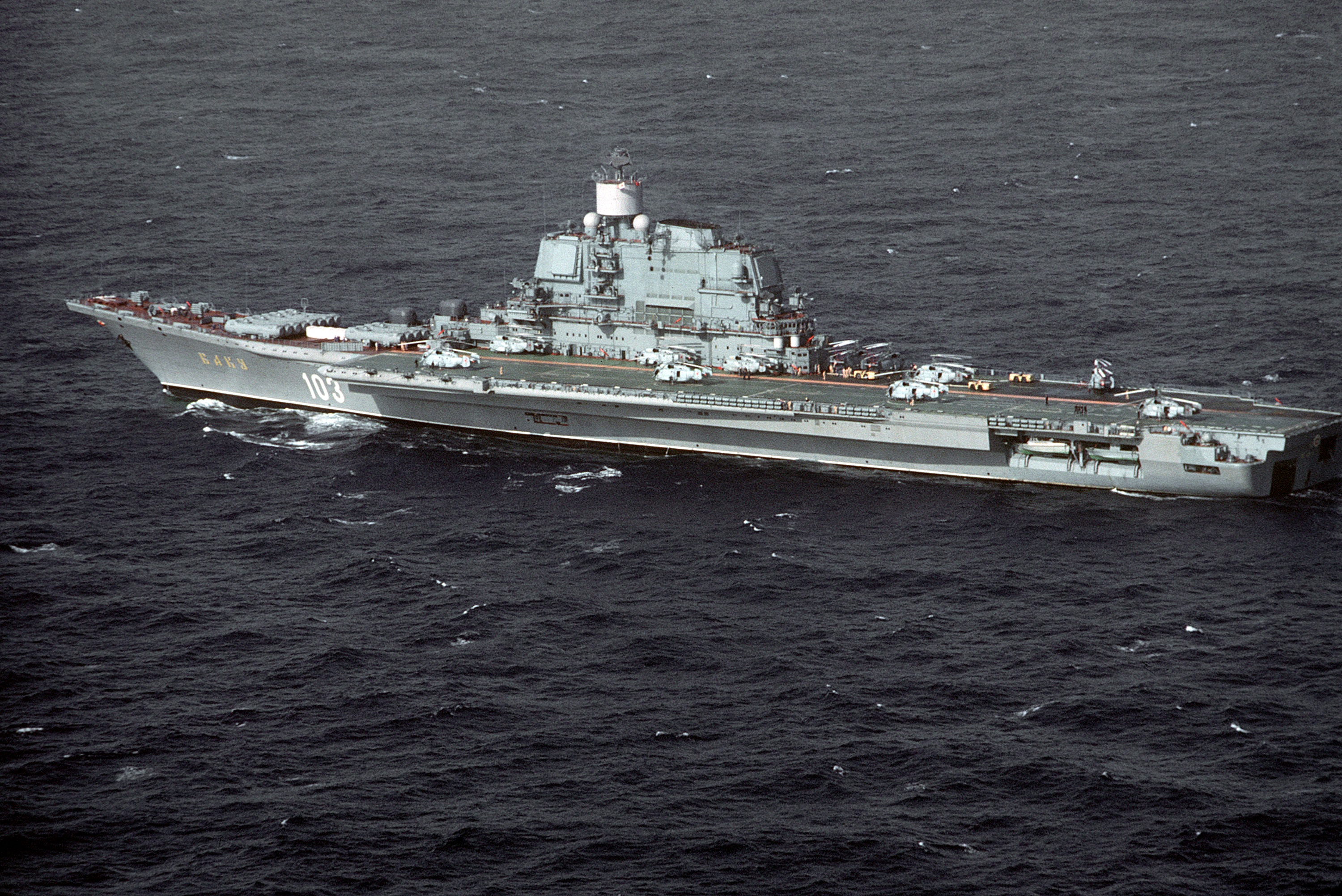
Krążownik lotniczy „Baku” w 1988 r.

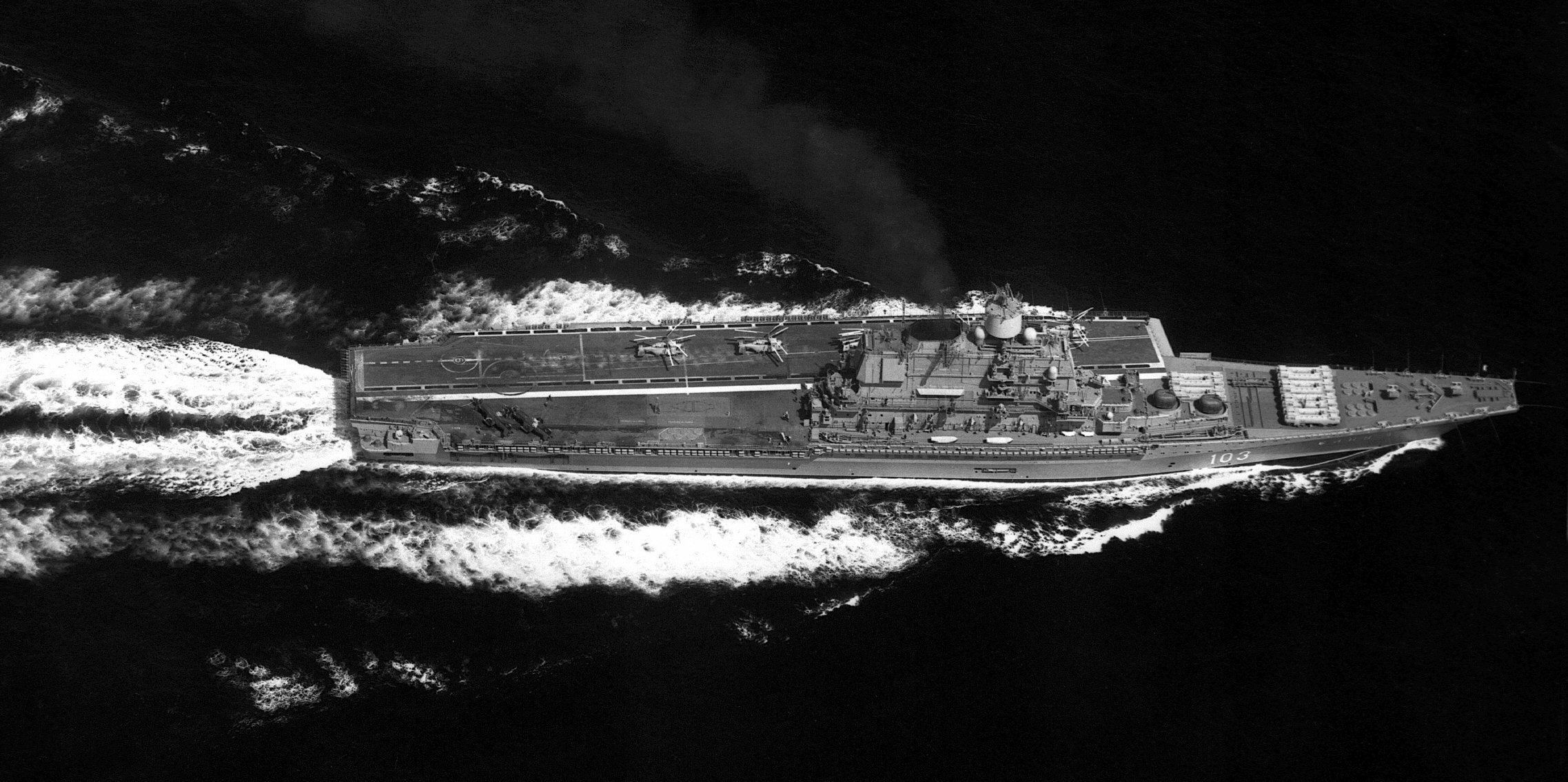
Widok z góry „Baku”, ze śmigłowcami Ka-27 i samolotami Jak-38 na pokładzie. Dobrze widoczne są elementy uzbrojenia.

### Opis ogólny i konstrukcja
Architektura okrętu i jego główne charakterystyki pozostały zbliżone, jak bazowego projektu 1143 (typu Kijew). Okręt zachował cechy typowe dla lotniskowców, jak pokład lotniczy na lewej burcie o wymiarach 195 × 20,7 m, umieszczony pod kątem 4,5° do osi podłużnej okrętu, i stosunkowo wąską nadbudówkę przesuniętą ku prawej burcie, a nadto typowe dla krążowników, jak pokład dziobowy zajęty przez systemy uzbrojenia i duże rozmiary nadbudówki. W porównaniu z poprzednikami nieco wydłużono do przodu pokład lotniczy na wystającym lewoburtowym sponsonie. Usunięto znajdujący się poniżej przed nim sponson z działkami, co wraz z innym wyprofilowaniem lewej burty zmniejszyło wiry powietrza nad pokładem. Widocznym zmianom podlegała bryła nadbudówki. W konstrukcji okrętu w większym stopniu zastosowano elementy mające utrudnić jego wykrywalność (technologia stealth), jak nachylenie ścian nadbudówki, a także specjalne pokrycie Łak tłumiące fale radarowe w celu zmniejszenia odbicia radiolokacyjnego okrętu. Poza tym, w odróżnieniu od poprzednich okrętów zastosowano w konstrukcji kadłuba ochronę przeciwtorpedową, a żywotne części okrętu oraz ściany hangaru otrzymały lekkie opancerzenie, co między innymi spowodowało wzrost masy kadłuba o 1700 ton.
Okręt miał długość całkowitą 273,08 m, a na linii wodnej 242,86 m. Szerokość maksymalna wynosiła 52,9 m, a na linii wodnej 31 m. Średnie zanurzenie wynosiło 8,47 m, a maksymalne 11,52 m. Wyporność „Baku” początkowo wynosiła: standardowa 33 440 t, normalna 38 970 t, pełna 44 490 t, a maksymalna 45 390 t. Kadłub i nadbudówka były spawane ze stali, część wewnętrznych ścianek wykonano ze stopów lekkich. Kadłub wykonany został w podłużnym systemie naboru z wyjątkiem części dziobowej i rufowej, wykonanych w systemie poprzecznym. Dzieli się na główne przedziały wodoszczelne 18 grodziami poprzecznymi i dwoma podłużnymi. Na całej długości jest podwójne dno, a na większości – podwójne burty. Burty miały wysokość od 21,61 m na rufie do 24,96 m na dziobie, a maksymalna wysokość okrętu wynosiła 60,3 m. Nadbudówka miała 9 kondygnacji. Załoga etatowo liczyła 1615 osób, w tym 383 oficerów, plus 430 grupy lotniczej.

### Wyposażenie lotnicze

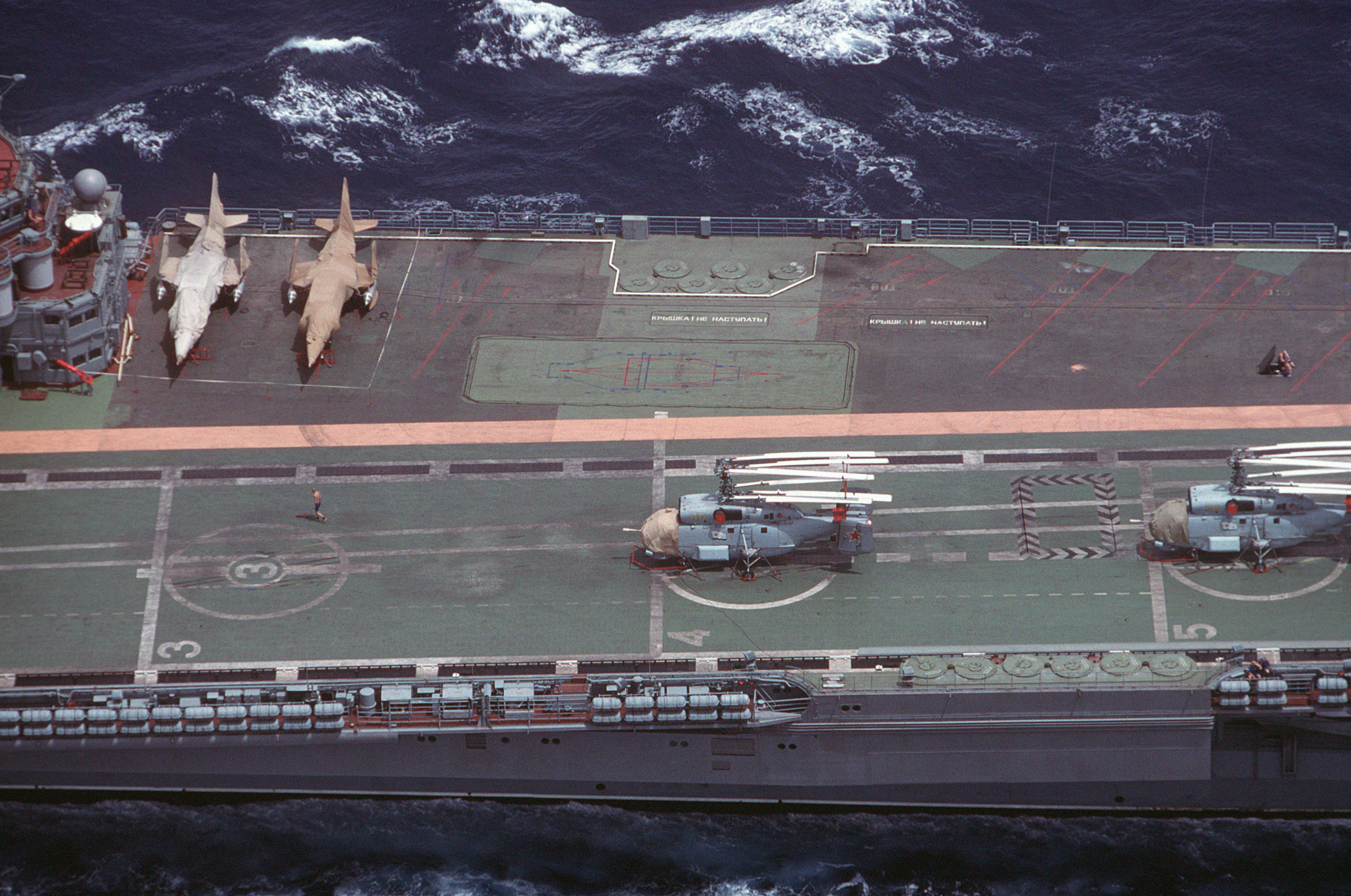
Fragment pokładu lotniczego ze śmigłowcami Ka-27 i przykrytymi samolotami Jak-38. Widoczny tylny podnośnik lotniczy i rufowe pionowe wyrzutnie rakiet plot. Kinżał.

Podobnie jak u poprzedników, na pokładzie lotniczym wyznaczono siedem numerowanych stanowisk do pionowego startu i lądowania samolotów (VTOL) i śmigłowców, oznaczonych kręgami, z tego pierwsze od dziobu dla śmigłowca ratowniczego (oznaczone literą „C” – pol.: S), oraz ósme stanowisko centralnie na rufie dla cięższych śmigłowców transportowych. Pokład lotniczy jest pokryty materiałem odpornym na gorące gazy wylotowe silników. Na pokładzie rufowym, zajmującym całą szerokość okrętu, znajdowało się 10 wyznaczonych stanowisk do obsługi przedstartowej samolotów Jak-38. Podobnie jak w poprzednich okrętach, „Baku” miał dwa podnośniki dla samolotów: pierwszy 30-tonowy obok nadbudówki (wymiary 18,9 × 10 m) i drugi, mniejszy 20-tonowy za nią (18,9 × 4,8 m). Pierwszy podnośnik służył głównie do opuszczania samolotów, drugi do podnoszenia. Hangar umieszczony w kadłubie ma wymiary 130 × 22,5 × 6,6 m i może być podzielony 5 opuszczanymi przegrodami przeciwpożarowymi. Podobnie jak „Noworossijsk”, „Baku” mógł zabierać do 36 samolotów i śmigłowców. Zapas paliwa lotniczego został zwiększony do 1500 t.
Grupa lotnicza składała się początkowo po wejściu do służby z 32 maszyn: 12 samolotów myśliwsko-szturmowych pionowego i krótkiego startu i lądowania Jak-38, 16 śmigłowców zwalczania okrętów podwodnych Ka-27PŁ, 2 śmigłowców ratowniczych Ka-25PS i 2 śmigłowców wskazywania celów Ka-25DC (później zastąpione przez poszukiwawczo-ratownicze Ka-27PS). Planowano wprowadzić na uzbrojenie okrętu nowo opracowywane naddźwiękowe myśliwce pionowego i krótkiego startu i lądowania Jak-41, które jednak nie osiągnęły etapu produkcji. Wśród uzbrojenia podwieszanego dla samolotów, okręt mógł zabierać m.in. 18 taktycznych bomb atomowych RN-28.

### Uzbrojenie

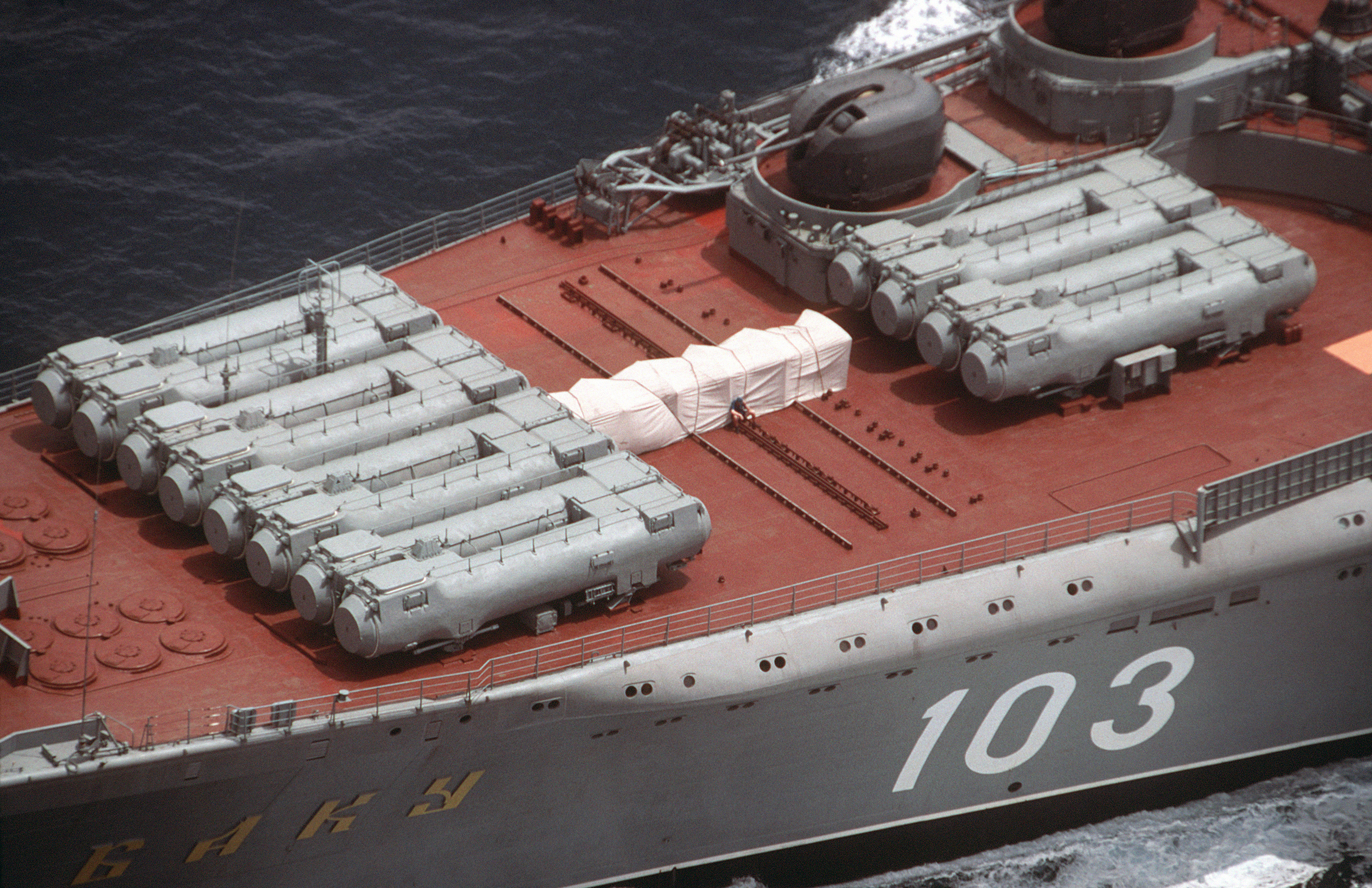
Widoczne wyrzutnie rakiet Bazalt i częściowo pocisków plot Kinżał oraz wieża AK-100

Główne zmiany w stosunku do poprzedników nastąpiły w zakresie uzbrojenia. Ilość wyrzutni ciężkich przeciwokrętowych pocisków rakietowych dalekiego zasięgu P-500 Bazalt na dziobie zwiększono z 8 do 12 (sześć podnoszonych podwójnych kontenerowych wyrzutni SM-241). Zapas pocisków wynosił 12 sztuk w wyrzutniach. Ich zasięg wynosił do 550 km, masa głowicy 500 kg. W składzie uzbrojenia przeciwlotniczego zrezygnowano z mało już nowoczesnych pocisków rakietowych średniego zasięgu Sztorm-M i bliskiego zasięgu Osa-M, instalując za to cztery baterie nowoczesnych pocisków przeciwlotniczych i przeciwrakietowych bliskiego zasięgu Kinżał, po 6 pionowych bębnowych wyrzutni w każdej grupie (łącznie 192 rakiety). Dwie baterie umieszczono obok siebie na dziobie (przed wyrzutniami pocisków Bazalt), trzecią w prawej rufowej części na pokładzie lotniczym, a czwartą na zewnątrz pokładu lotniczego, wzdłuż jego lewej krawędzi. Zasięg pocisków wynosił do 12 km. Cztery stacje naprowadzania pocisków umieszczono na nadbudówce. Pomimo posiadania zaawansowanej aparatury do wykrywania okrętów podwodnych, podobnie jak w „Noworossijsku” zrezygnowano z ofensywnych broni przeciw okrętom podwodnym, pozostawiając samo ich zwalczanie śmigłowcom pokładowym i okrętom eskorty. Zainstalowano jedynie na dziobie dwie nowocześniejsze wyrzutnie rakietowych bomb głębinowych kompleksu Udaw-1 (RBU-12000), z zapasem po 60 bomb, służące głównie do ochrony przeciwtorpedowej.
Zmieniono także uzbrojenie artyleryjskie, które stanowiły dwie uniwersalne armaty automatyczne kalibru 100 mm AK-100 umieszczone w wieżach w superpozycji z przodu nadbudówki (w miejsce czterech armat 76 mm AK-726 w dwóch wieżach na dziobie i rufie). Donośność armat wynosiła do 21,5 km, szybkostrzelność do 60 strz./min, a zapas amunicji po 600 nabojów. Ich ogniem kierował pojedynczy radar MR-145 Lew z przodu nadbudówki. Niezmienione pozostały jedynie zestawy artyleryjskie obrony przeciwrakietowej kalibru 30 mm AK-630M, w czterech bateriach po dwie armaty, każda bateria kierowana radarem MR-123 Wympieł. Dwie rufowe baterie były umieszczone jak na poprzednikach, na platformach po obu burtach poniżej pokładu lotniczego, natomiast w związku z brakiem lewoburtowego sponsonu na dziobie obie dziobowe baterie zostały umieszczone z przodu nadbudówki, obok siebie, w dwóch poziomach. Przewidywano pierwotnie zastosowanie zestawów artyleryjsko-rakietowych obrony bezpośredniej Kortik, lecz nie były gotowe.

### Wyposażenie elektroniczne

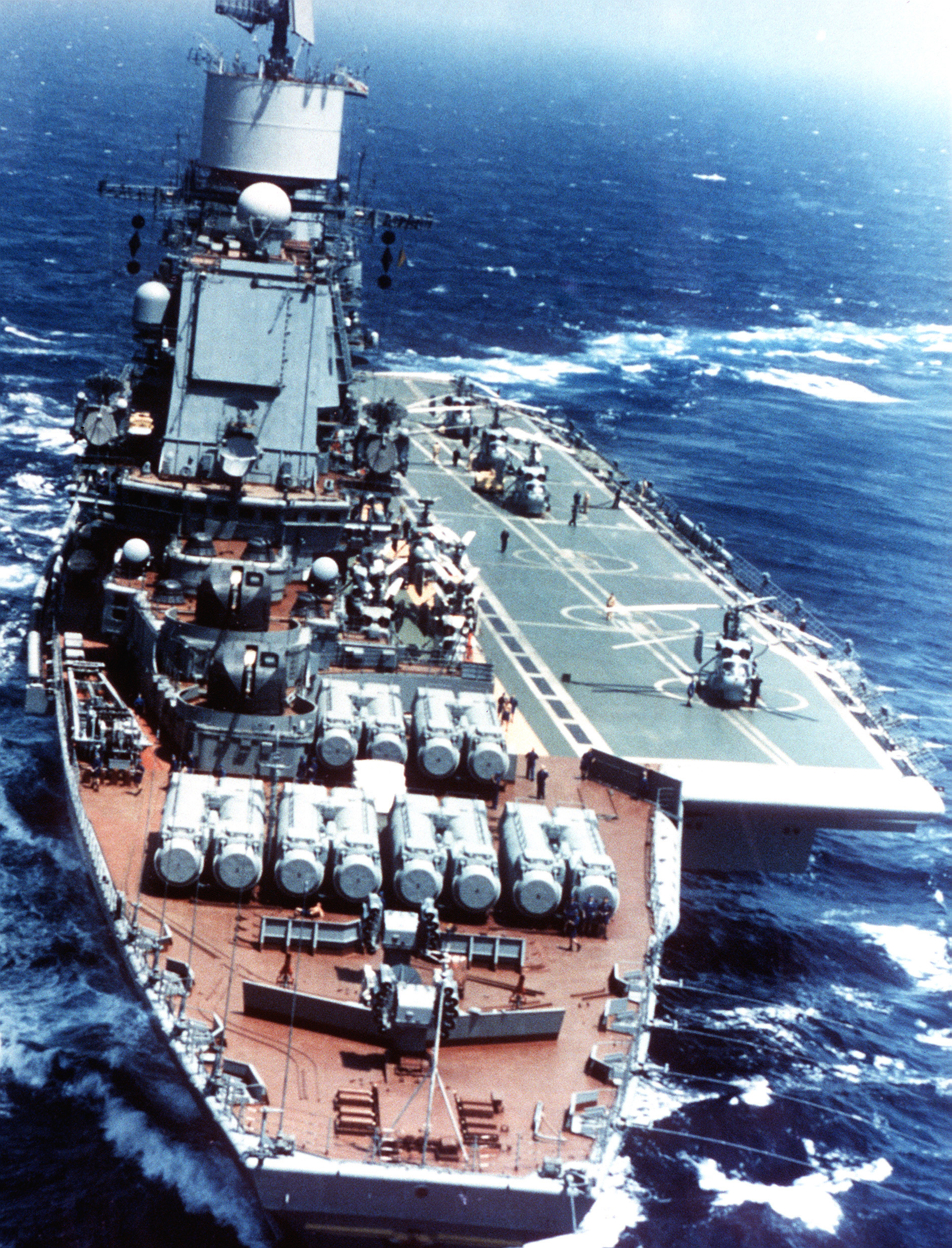
„Baku” od dziobu – widoczne uzbrojenie i wyposażenie radarowe

Na okręcie zainstalowano bogaty zestaw urządzeń elektronicznych wykrywania celów, naprowadzania uzbrojenia i walki radioelektronicznej, z tego wiele nowych systemów. Kierowanie wykrywaniem i zwalczaniem celów powietrznych, w tym niskolecących, miał zapewniać nowy wielofunkcyjny kompleks radarowy Mars-Passat z czterema ścianowymi antenami wokół nadbudówki, mogący śledzić do 120 celów i będący w założeniu odpowiednikiem amerykańskiego AEGIS. Nowy był również system kontroli ruchu lotniczego i naprowadzania lotnictwa na okręt Riezistor-K4, którego anteny i radiolatarnię umieszczono w charakterystycznej walcowatej obudowie na szczycie nadbudówki. Rezerwowym radarem wykrywania nawodnego i powietrznego był radar trójwspółrzędny Friegat-M1 (MR-710M-1), umieszczony nad anteną systemu Riezistor, mogący śledzić do 80 celów. Okręt miał ponadto dwa radary wykrywania celów niskolecących Podkat, z przodu i tyłu na dachu nadbudówki, oraz dwa radary nawigacyjne Wajgacz-1143. Ewenementem jak na okręty takiej wielkości było wyposażenie krążowników typu Kijew w zaawansowany system hydrolokacyjny do wykrywania celów podwodnych. Podobnie jak „Noworossijsk”, „Baku” był wyposażony w sonar dalekiego zasięgu Polinom, z antenami w gruszce dziobowej i opływce pod kilem oraz anteną holowaną w nawisie rufowym. Przetwarzaniem informacji bojowych kierował zautomatyzowany system dowodzenia Lesorub-434. Do naprowadzania lotnictwa myśliwskiego (także bazowania lądowego) na maksymalnie cztery cele służył system Gazon. Okręt otrzymał nowy system walki radioelektronicznej Kantata-M, w którego skład wchodziły stacje zakłóceń i dwie dwulufowe wyrzutnie celów pozornych PK-2 na rufie. Okręt posiadał też radiostacje i systemy łączności, w tym system łączności kosmicznej Kristał-BK (z dwoma kulistymi antenami na dachu nadbudówki).
W kodzie NATO poszczególne systemy otrzymały oznaczenia: radar Mars-Passat – Sky Watch, radar Friegat – Top Steer, system Riezistor – Cake Stand, sonar Polinom – Horse Jaw i Horse Tail (antena holowana).

### Napęd
Napęd stanowiły cztery zespoły turbin parowych TW-12-3 o mocy łącznej 180 000 KM, każdy poruszający czterołopatową śrubę o średnicy 4,2 m. Parę wytwarzało osiem kotłów parowych KWN-98/64, po dwa na turbinę. Turbiny i kotły były umieszczone razem w dwóch poprzecznych przedziałach siłowni, rozdzielonych przedziałami generatorów i podzielonych wzdłużnie na dwa. Prędkość pełna wynosiła 29 węzłów, bojowa ekonomiczna 18,3 węzła, ekonomiczna 14,05 węzła, a maksymalna 32,5 węzła. Zapas paliwa został zwiększony do 8900 t mazutu. Zasięg wynosił 7590 mil morskich przy prędkości 18 węzłów, a autonomiczność 30 dób.

### Ocena projektu
Ocena okrętu w jego pierwotnej postaci jest podobna, jak wcześniejszych radzieckich krążowników lotniczych (więcej w artykule o okrętach projektu 1143). Założone cele uniwersalności okrętu udało się osiągnąć jedynie w części, głównie z powodu ograniczonych możliwości bojowych będących na ich uzbrojeniu samolotów myśliwsko-szturmowych Jak-38 oraz nie opracowania nowszych samolotów Jak-41. Głównymi wadami Jaków-38 był mały promień działania i długotrwałość lotu oraz udźwig uzbrojenia. Sytuację w niewielkim zakresie poprawiło wdrożenie techniki krótkiego startu i lądowania, pozwalających na zwiększenie udźwigu i zasięgu. Samoloty te ponadto słabo się nadawały do zadań myśliwskich, nie posiadając radaru i dysponując jedynie rakietami bliskiego zasięgu.
W porównaniu z wcześniejszymi okrętami typu Kijew, „Baku” miał posiadać przede wszystkim zwiększone możliwości wykrywania celów powietrznych i kierowania obroną przeciwlotniczą zespołów floty, przy użyciu uzbrojenia własnego, okrętów eskorty i lotnictwa marynarki. Nadzieje te jednak nie do końca się spełniły na skutek problemów z głównym kompleksem radarowym Mars-Passat, który w praktyce stwarzał problemy wynikłe z niedopracowania i okręt korzystał z rezerwowego radaru Friegat-M (główny system prawdopodobnie nie osiągnął w ogóle gotowości bojowej). Zrezygnowano przy tym z uzbrojenia okrętu w pociski przeciwlotnicze dalekiego lub średniego zasięgu, natomiast znacząco polepszono jego możliwości samoobrony z bliska. Wreszcie, wzrosły możliwości ofensywne okrętu przez zwiększenie o połowę liczbę wystrzeliwanych w jednej salwie pocisków skrzydlatych Bazalt, w celu zwiększenia szans udanego ataku rakietowego na grupy okrętów wroga – przede wszystkim lotniskowców, aczkolwiek zmniejszono ich ogólnie przenoszoną liczbę rezygnując z pocisków zapasowych. Z drugiej jednak strony pociski Bazalt nie były już w tym czasie perspektywiczne i mogły być przechwytywane przez zachodnie systemy obrony i myśliwce. Istotną różnicą w stosunku do wcześniejszych jednostek było zwiększenie odporności okrętu, a także obniżenie jego wykrywalności (według wyników prób, możliwości jego wykrycia radarem były mniejsze około 2–3 razy).

## Służba w ZSRR i Rosji

„Baku” w 1988 r.

20 grudnia 1987 roku na „Baku” podniesiono banderę Marynarki Wojennej ZSRR. Mimo przyjęcia do służby, część nowych systemów elektronicznych nie funkcjonowała właściwie i w dalszym ciągu podlegała poprawkom. 3 marca 1988 roku „Baku” wszedł na krótko w skład sił Floty Czarnomorskiej, uzyskując gotowość bojową. 7 czerwca 1988 roku okręt wyszedł z Sewastopola i po kilkumiesięcznym patrolu bojowym na Morzu Śródziemnym, połączonym z wejściem do portów syryjskich, przebazował 17 grudnia 1988 roku do Siewieromorska na dalekiej północy Rosji. Podczas rejsu okręt zajmował się śledzeniem okrętów NATO i sam był przez nie również śledzony i fotografowany, przy tym w wypadkach utracono 12 lipca Jak-38U i 11 sierpnia Ka-27PŁ (załogi uratowano). Okręt został następnie włączony w skład Floty Północnej, a jego załoga zajmowała się następnie intensywnie szkoleniem bojowym, w tym ćwiczeniem strzelania i osłony desantów (w 1989 roku przeszedł 13 276 mil morskich i odbyto 171 startów samych samolotów).
4 października 1990 roku okręt został przemianowany na „Admirał Fłota Sowietskogo Sojuza Gorszkow” (Адмирал Флота Советского Союза Горшков, na cześć admirała floty Związku Radzieckiego Siergieja Gorszkowa), będącego promotorem rozwoju radzieckich okrętów lotniczych – aczkolwiek na burcie okręt nosił nazwę skróconą: „Admirał Gorszkow” (Адмирал Горшков). Intensywność wykorzystania w 1990 roku zmalała w porównaniu z poprzednim rokiem, po czym jeszcze spadła w kolejnym roku (okręt przeszedł odpowiednio tylko 4243 Mm i 1375 Mm). Po rozpadzie ZSRR okręt został objęty przez Rosję. Od 21 września 1991 roku na jednostce odbyto próby lotne samolotu Jak-41, lecz 5 października 1991 roku prototyp Jak-41 rozbił się i zapalił na pokładzie przy lądowaniu, po czym przerwano próby. W 1991 samoloty Jak-38 wycofano do rezerwy z uwagi na wyczerpanie resursu i na uzbrojeniu „Admirała Gorszkowa” pozostały jedynie śmigłowce przeciwpodwodne, co spowodowało, że jego eksploatacja utraciła pierwotny sens. 3 lutego 1992 roku z uwagi na stan kotłowni okręt wycofano z sił stałej gotowości i skierowano do remontu w zakładzie nr 35 w Roslakowie, prowadzonego w minimalnym zakresie z uwagi na kłopoty finansowe Rosji. Przy tym, na skutek pożaru 2 lutego 1994 roku uszkodzeniu uległa maszynownia. 7 lutego 1994 roku po pęknięciu przewodu parowego na okręcie w stoczni zginęło 6 ludzi. 7 maja 1995 roku „Admirał Gorszkow” na trzech sprawnych turbinach uczestniczył jeszcze w paradzie z okazji 50-lecia zwycięstwa na redzie Murmańska. Wkrótce potem, z uwagi na brak funduszy na remont, został zakonserwowany i odstawiony do rezerwy w Rostie w Zatoce Kolskiej.
Okręt nosił znaki burtowe (w nawiasie rok): 103 (1988), 079 (1989), 091 (1990), 069 (1995).

## Przebudowa i służba w Indiach

### Przebudowa

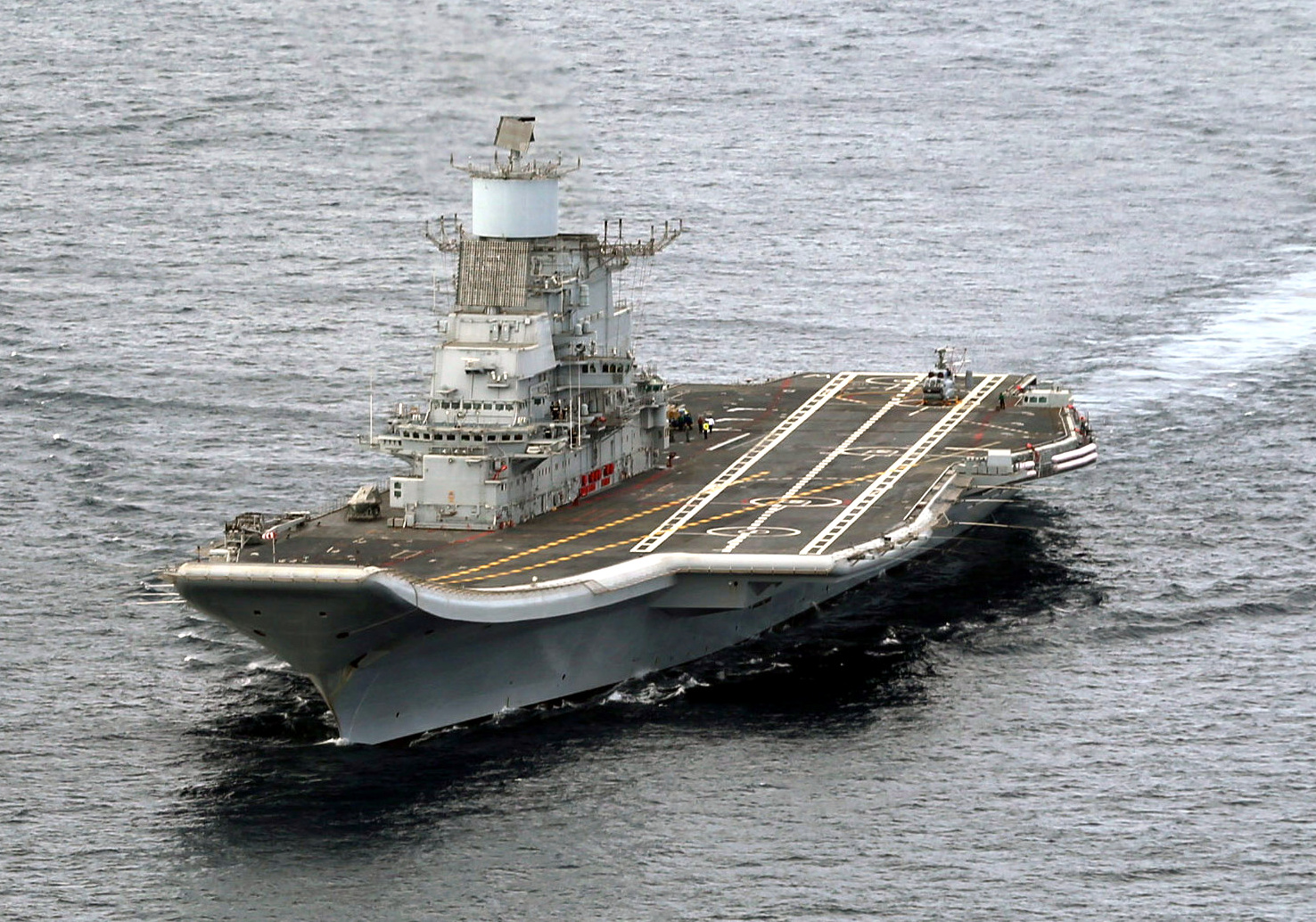
„Vikramaditya” w 2014 r.

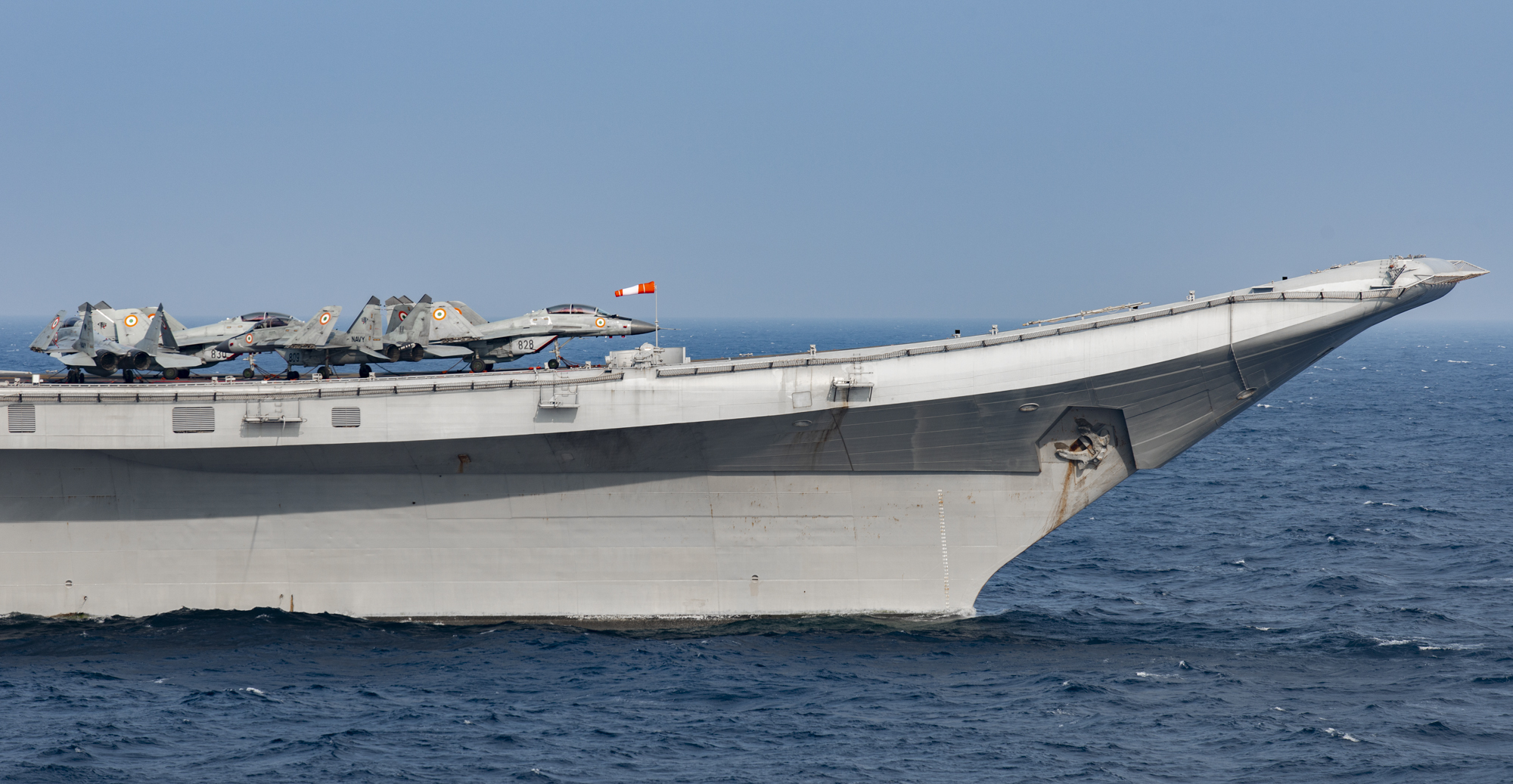
Zbliżenie skoczni dziobowej i myśliwców MiG-29K

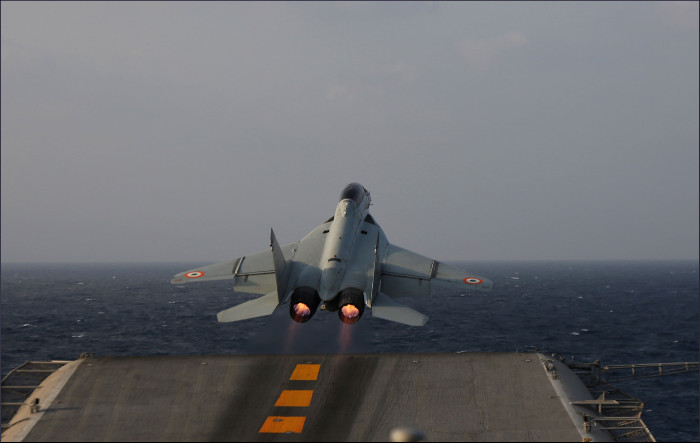
MiG-29K startujący ze skoczni

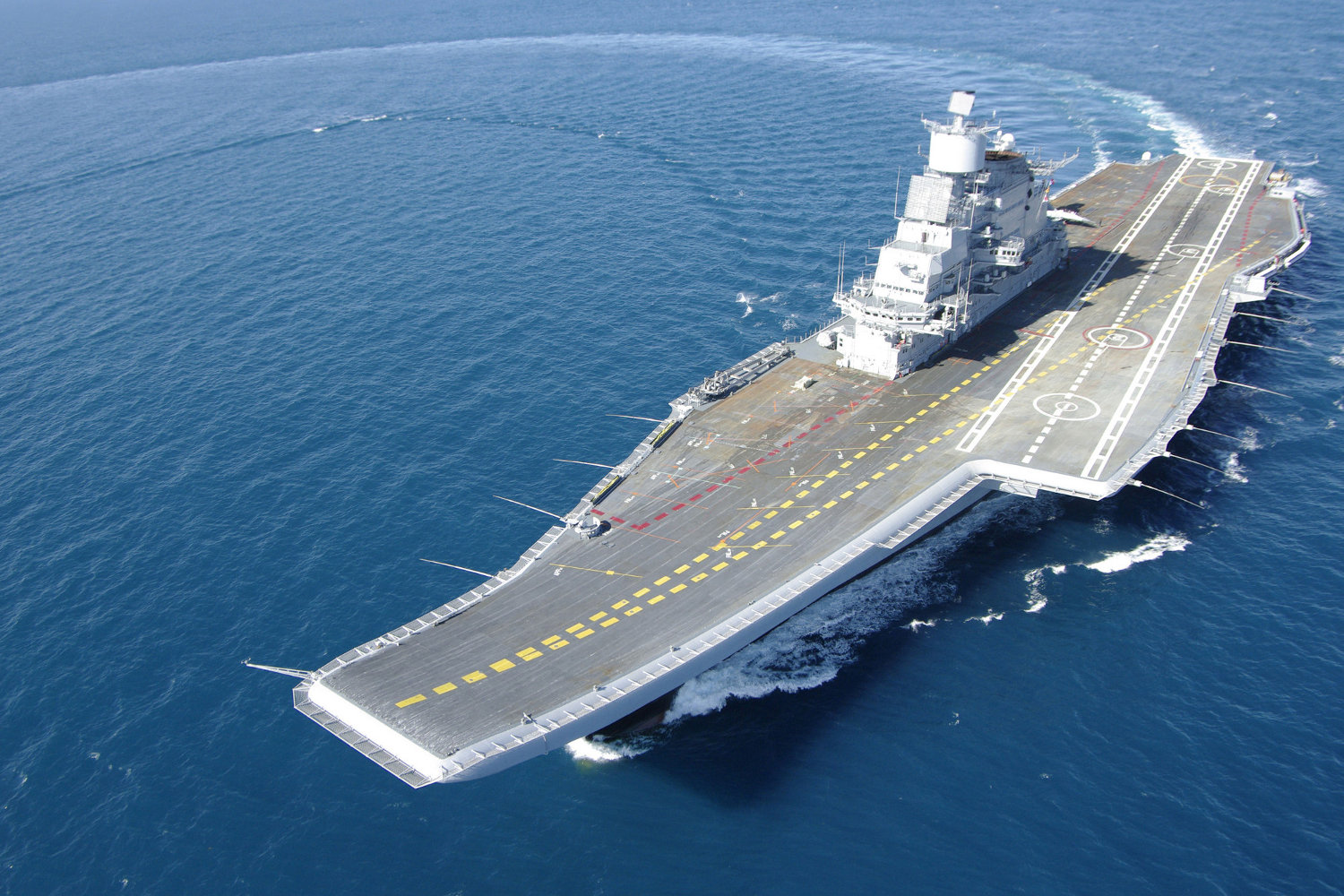
„Vikramaditya” podczas prób. Widoczne dwie wytyczone drogi startowe

W 1996 roku rozpoczęto rozmowy o sprzedaży „Gorszkowa” Indiom, którym w związku z planowanym wycofaniem w 1997 roku lotniskowca „Vikrant” pozostał tylko jeden lotniskowiec „Viraat”. Warunkiem sprzedaży była jednak radykalna przebudowa okrętu, na klasyczny lotniskowiec, której projekt opracowało Newskie Biuro Konstrukcyjne. W 1999 roku zakonserwowany okręt przebazowano do Siewieromorska i zdjęto z niego część wyposażenia, w tym system radarowy Mars-Passat. 4 października 2000 roku podpisano wstępne porozumienie z Indiami.
Po długotrwałych negocjacjach 20 stycznia 2004 roku podpisano umowę o przebudowie i sprzedaży okrętu; koszt transakcji, obejmującej także zakup wyposażenia i uzbrojenia szacowano wówczas na 1,5–1,6 miliarda dolarów, w tym ok. 900 milionów za 16 samolotów MiG-29K i 8 śmigłowców. Przy tym, cena samego okrętu została określona na symbolicznego 1 dolara. Początkowo przewidywano termin oddania okrętu na 2008 rok. Konieczność zwiększenia zakresu remontu i wymiany instalacji spowodowała jednak znaczny wzrost kosztów programu, na który Indie po negocjacjach wyraziły zgodę w 2009 roku. Opóźnienie i wzrost kosztów zostały spowodowane również koniecznością odtwarzania dokumentacji projektowej, która nie została odnaleziona na Ukrainie. Pierwotny koszt przebudowy samego okrętu miał wynosić 974 mln dolarów; ostatecznie wzrósł on do 2,33 mld. Dla okrętu wybrano imię „Vikramaditya” – przydomek legendarnego władcy Indii, noszony później przez innych władców z dynastii Guptów (w tym Ćandraguptę II).
Przebudowa okrętu prowadzona była przez Siewmasz w Siewierodwińsku. Od grudnia 2005 roku do listopada 2008 roku był dokowany, a następnie wyposażany. Główną zmianą było usunięcie całości uzbrojenia z dziobu okrętu i zastosowanie tam poszerzonego pokładu startowego, wznoszącego się w formie skoczni o nachyleniu 14° (ski-jump, w terminologii rosyjskiej – trampoliny). Na miejscu dawnego pokładu lotniczego jest skośna droga do lądowania, klasycznie dla lotniskowców powojennych, odchylona na lewą burtę. W części rufowej pokład lotniczy wydłużono, wzmocniono, oraz zainstalowano aerofiniszer z trzema linami hamującymi. Konieczność zapewnienia dłuższej drogi do startu dla samolotów z pełnym obciążeniem spowodowała charakterystyczne poszerzenie pokładu w części rufowej na lewej burcie. Indie zdecydowały się na zastosowanie na okręcie myśliwców odrzutowych konwencjonalnego startu MiG-29K, startujących przy użyciu skoczni, zamiast katapulty (system STOBAR). Było to nietypowe rozwiązanie na świecie, zastosowane w tamtym czasie jedynie na rosyjskim lotniskowcu „Admirał Kuzniecow” (poza nim, skocznia stosowana była tylko dla samolotów krótkiego i pionowego startu i lądowania, także na lotniskowcach dotychczas eksploatowanych w Indiach). Rozwiązanie takie jest prostsze i tańsze, zwłaszcza w sytuacji przebudowy już istniejącego okrętu, lecz ma wady, jak ograniczenie masy startowej samolotów, utrudniające wykorzystanie ich pełnego udźwigu lub zasięgu, oraz ograniczony asortyment samolotów (konieczność używania tylko samolotów o wysokim stosunku ciągu do masy). Ponadto, sam start wymaga większych umiejętności pilotów. Na pokładzie wytyczono dwie drogi do startu samolotów, zbiegające się u szczytu rampy, a zaczynające na pokładzie do lądowania. Lotniczy podnośnik rufowy został poszerzony do 8,65 m i przesunięty w stronę rufy. Skrócono nadbudówkę z przodu, urządzając tam dalsze miejsca do postoju samolotów. Za nadbudówką zaś, na skraju pokładu, pojawiła się nowa wieża stanowiąca podstawę dla radaru. Wymienione zostało wyposażenie elektroniczne oraz usunięte dotychczasowe uzbrojenie. Zmodyfikowano ogółem 1750 z 2500 pomieszczeń i wymieniono 2300 km kabli. Prace przy pokładzie wymagały dodania 2500 ton stali. Wyremontowano także siłownię, wymieniając kotły parowe na nowoczesne, pracujące na oleju LSHSD, o ciśnieniu 64 bary (65 at). Prędkość po przebudowie określana jest na ponad 30 węzłów. Długość wzrosła do 284 m, a szerokość do 60 m. Według oficjalnych danych, wyporność pełna okrętu pozostała zbliżona – 44 500 ton. Załoga ma wynosić 1924 osoby.
Okręt może przenosić ponad 30 samolotów i śmigłowców. Podstawowym uzbrojeniem lotniskowca i pierwotnie jedynym używanym samolotem jest rosyjski myśliwiec wielozadaniowy MiG-29K. Pierwsze samoloty tego typu z 16 zakupionych w pierwszej transzy dostarczono już w grudniu 2009 roku. Na pokładzie bazuje eskadra 303 Czarne Pantery, wyposażona w 12 myśliwców MiG-29K i 4 dwumiejscowe samoloty szkolno-bojowe MiG-29KUB. W 2010 roku Indie podpisały umowę na zakup dalszych 29 MiG-29. Ponadto z lotniskowca będzie mógł operować nowy indyjski lekki myśliwiec HAL Tejas. W skład grupy lotniczej wchodzą ponadto śmigłowce: zwalczania okrętów podwodnych i ratownicze Ka-28 (eksportowy rosyjski Ka-27) i Sea King, wczesnego ostrzegania Ka-31 i wielozadaniowe HAL Dhruv i Chetak. Śmigłowce Ka-31, z radarem pod kadłubem, zapewniają możliwość wykrycia celów powietrznych z odległości 100–150 km.

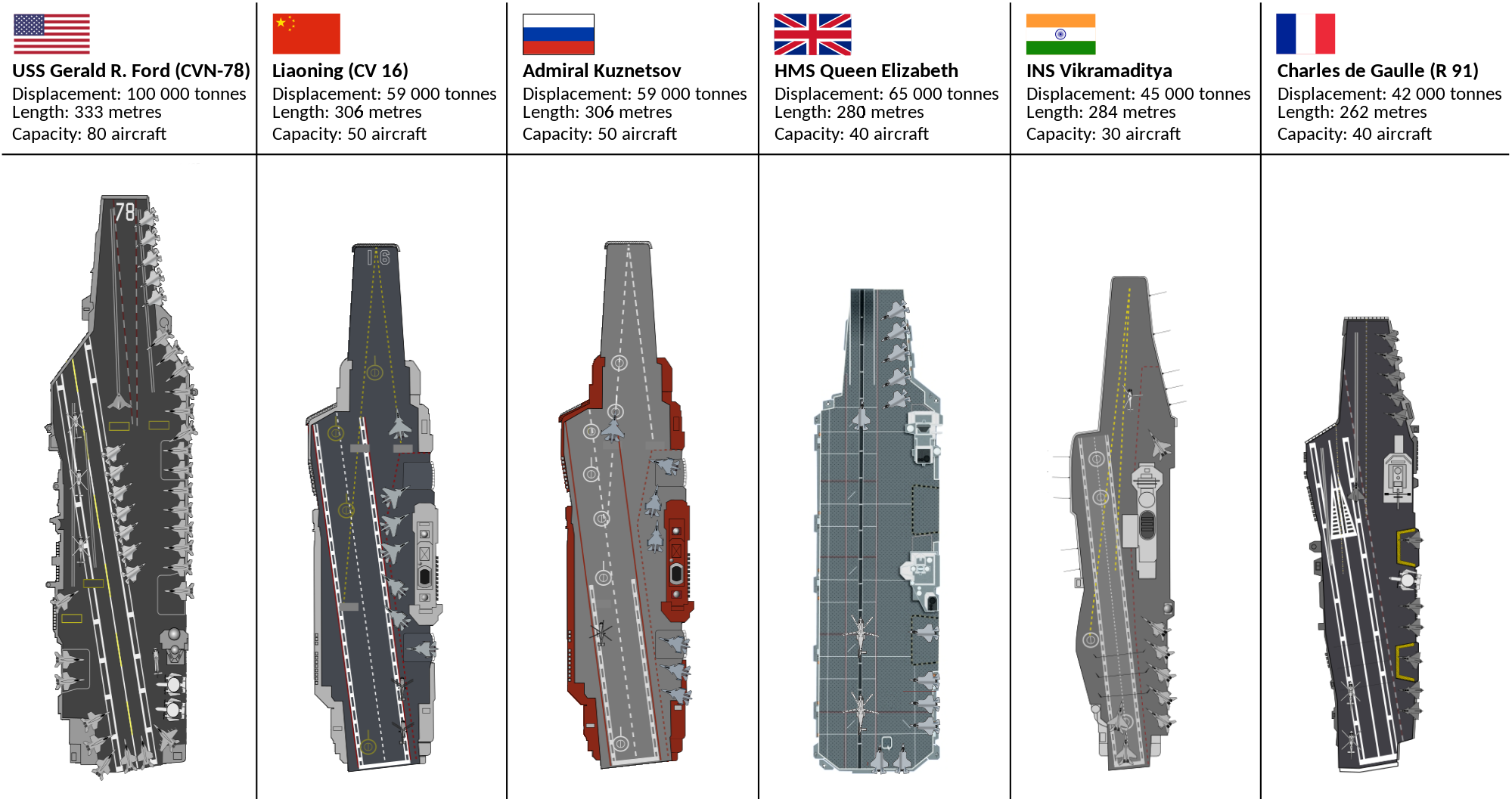
Porównanie współczesnych lotniskowców – drugi od prawej „Vikramaditya”

Na okręcie pozostawiono część zmodernizowanego wyposażenia elektronicznego, jak system kierowania walką Lesorub-E i system naprowadzania i kontroli lotnictwa, nazwany obecnie Resistor-E. Zastosowano nowoczesne radary, system łączności CCS Mk II z systemem wymiany danych Link II oraz systemy walki radioelektronicznej, lecz szczegóły nie są publikowane. Brak informacji, czy pozostawiony został system hydrolokacyjny.
Dzięki przebudowie, okręt zyskał nową funkcjonalność i może służyć jako pełnowartościowy lotniskowiec dla nowoczesnych myśliwców wielozadaniowych, aczkolwiek z uwagi na swoje ograniczone rozmiary, pozostaje konstrukcją kompromisową, słabszą od współczesnych lotniskowców zagranicznych. W szczególności, z państw tego regionu, chiński „Liaoning” i okręty budowane na jego wzór są większe i mają możliwość zabrania większej grupy lotniczej, chociaż z racji zbudowania w takim samym układzie konstrukcyjnym STOBAR powielają część niedostatków indyjskiego okrętu. Podobnie jak w rosyjskim „Kuzniecowie”, są nimi: trudniejszy start samolotów z pełnym zapasem paliwa i uzbrojenia, wymagający dłuższej drogi startowej, oraz ograniczony asortyment możliwych do używania samolotów. Przede wszystkim na lotniskowcu tego rodzaju nie mogą bazować cięższe samoloty wczesnego ostrzegania, a ich rolę muszą wypełniać dysponujące mniejszymi możliwościami śmigłowce. Wartość bojowa grupy lotniczej uzależniona jest ponadto od możliwości używanych samolotów, a obecnie państwa użytkujące lotniskowce w układzie STOBAR nie posiadają wyspecjalizowanych samolotów walki radioelektronicznej ani samolotów pokładowych pełniących funkcje powietrznych tankowców.

### Służba

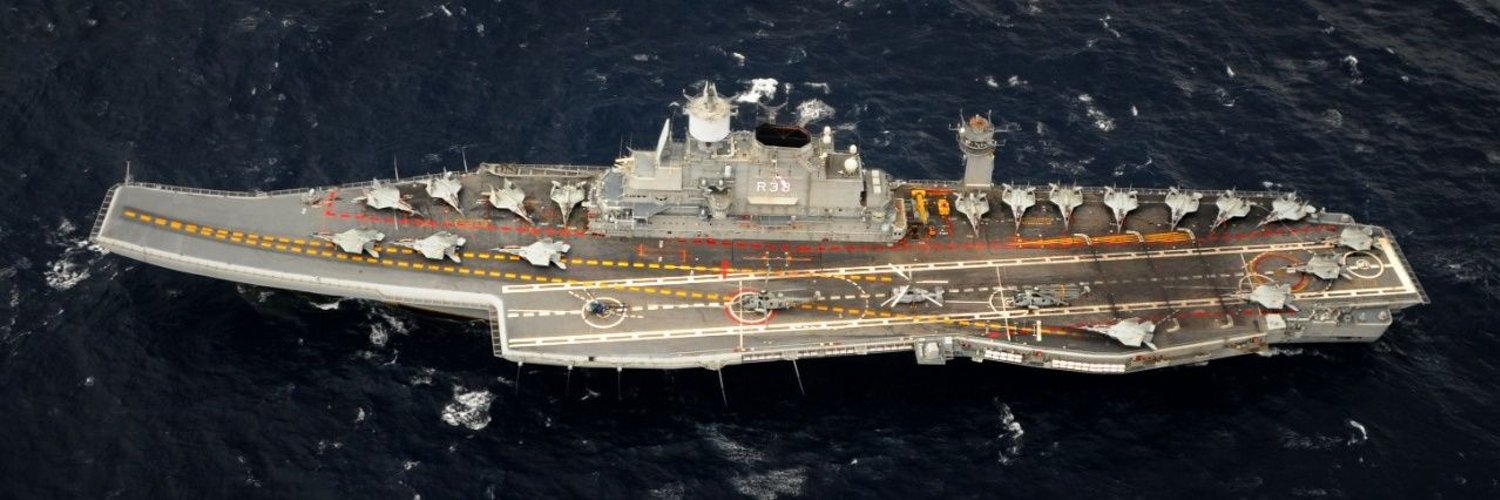
„Vikramaditya” w 2020 roku (18 MiG-29 i 4 śmigłowce na pokładzie)

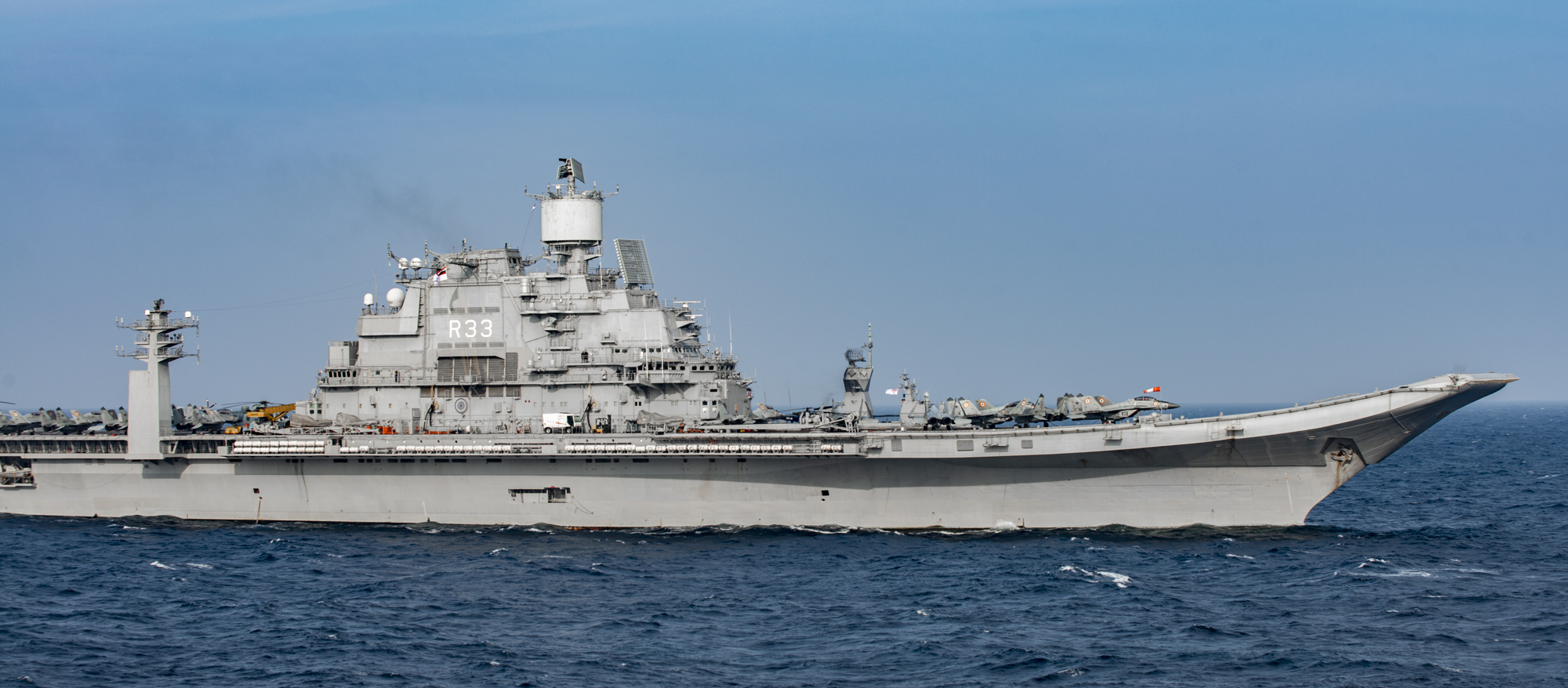
„Vikramaditya” w 2020 r.

Latem 2012 roku lotniskowiec rozpoczął próby morskie, podczas których awarii uległy trzy z ośmiu kotłów parowych (pierwsze doniesienia mówiły o awarii siedmiu kotłów), co opóźniło przekazanie go odbiorcy. Przekazanie go marynarce wojennej Indii nastąpiło dopiero 16 listopada 2013 roku. W styczniu 2014 roku lotniskowiec dotarł do Indii. 7 lutego 2014 roku po raz pierwszy na okręcie lądował samodzielnie indyjski pilot na MiG-29KUB. Po wycofaniu lotniskowca „Viraat” w 2017 roku, „Vikramaditya” pozostał jedynym indyjskim lotniskowcem, do czasu wejścia do służby nowo budowanego lotniskowca „Vikrant”, który na jego wzór też jest okrętem w konfiguracji STOBAR. „Vikramaditya” został okrętem flagowym marynarki Indii.
W połowie 2015 roku przeprowadzono remont połączony z modernizacją i uzupełnieniem wyposażenia. Okręt otrzymał cztery zestawy artyleryjskie obrony bezpośredniej AK-630 kalibru 30 mm oraz izraelski system obrony przeciwlotniczej/przeciwrakietowej Barak 1 bliskiego zasięgu (9 km), zdemontowany z wycofywanej fregaty „Godavari”. Planowane jest wyposażenie okrętu w nowe indyjsko-izraelskie pociski przeciwlotnicze dalekiego zasięgu (70 km) LR-SAM. W kwietniu 2019 roku podczas gaszenia niewielkiego pożaru na jednostce zginął jeden oficer. 11 stycznia 2020 roku po raz pierwszy w ramach prób na okręcie lądował przedseryjny myśliwiec HAL Tejas w wersji morskiej, rozwijany z myślą o uzupełnieniu samolotów rosyjskich.
Od 17 listopada 2020 roku przez 4 dni „Vikramaditya” brał udział w drugiej fazie ćwiczeń Malabar w północnej części Morza Arabskiego, wraz z grupą bojową amerykańskiego lotniskowca USS „Nimitz” i okrętami Japonii i Australii. 26 listopada rozbił się jeden z jego samolotów MiG-29KUB.